# Fusteria (Vilobí d'Onyar)
La Fusteria és una masia del municipi de Vilobí d'Onyar (Selva). Està situada a la plaça Vella que es va ampliar, en la forma actual, l'any 1937, amb el jardí de la rectoria i l'enderroc de la primera casa del carrer de l'església, la casa del Teixidor Fins fa pocs anys aquest edifici era una fusteria. Forma part de l'Inventari del Patrimoni Arquitectònic de Catalunya.

## Descripció
És una construcció que segueix la tipologia habitual de les edificacions entre mitgeres del segle xvii, de tres plantes i vessants a façana. Tot i que ha estat molt restaurada al segle xx, conserva el portal i la finestra superior de llinda monolítica i brancals de pedra. La resta d'obertures són rectangulars senzilles de factura moderna. El més destacable és l'escut esculpit a la llinda de la porta amb l'enclusa i el mall, símbol de l'establiment originari, i la data 1628.